# بركات جعفر
بركات جعفر هاشم (مواليد 15 يناير 2000) هو لاعب كرة قدم عراقي يلعب كظهير أيمن كلاعب مقيم.

## مسيرة اللاعب
لعب مع النادي العربي و نادي الخور و نادي الشحانية. 